# Рьяный (миноносец)
Рьяный — русский миноносец типа «Сокол» (10 октября 1907 года переклассифицирован в эскадренные миноносцы). Заложен в 1899 году на Невском заводе в Санкт-Петербурге. Спущен на воду 24 июня 1900 года. Испытан 12 октября 1901 года. Вошёл в состав Балтийского флота в мае 1902 года.

## Служба
- 1908—1909 — Прошёл капитальный ремонт корпуса на заводе фирмы «Сокол» в Гельсингфорсе с заменой водогрейных трубок в котлах и перевооружением.
- 1913 — Прошёл капитальный ремонт на заводе фирмы «Эклунд и Ко» (СПб) с заменой водогрейных трубок, ремонтом механизмов и установкой трального оборудования.

- 23 сентября 1914 — Переклассифицирован в посыльное судно и передан в состав плавучих средств южного района службы связи Балтийского моря.
- Январь 1916 — Вошёл в состав 2-го дивизиона дивизии траления.
- Февраль 1917 — Экипаж принял участие[какое?] в Февральской революции.
- 7 ноября 1917 — Включён в состав Советского Балтийского флота.
- 15 марта 1918 — Передан в распоряжение Финляндской Социалистической Рабочей Республики.
- 13 апреля 1918 — Захвачен в Гельсингфорсе финскими белогвардейцами.
- 1922 — Как окончательно устаревший был продан Финляндии и был включен в состав финского флота под обозначением «S-1».
- 1930—1931 — Переоборудован в корабль-цель.
- 1939 — Списан.

## Командиры миноносца
- 27.01.1903-хх.хх.1904 — Капитан 2-го ранга барон Раден, Фердинанд Владимирович
- 1904 — Шторре, Иван Александрович
- 13.07.1909-20.11.1909 — Капитан 2-го ранга С. В. Зарубаев
- хх.08.1912-20.01.1914 — Старший лейтенант П. В. Гельмерсен
- 24.02.1914-10.11.1916 — Старший лейтенант (с 06.12.1915 капитан 2-го ранга) А. А. Рыжей
- 1917 — Ралль, Юрий Фёдорович